# Kay Ryan
Kay Ryan (San José (California), 21 de septiembre de 1945) es una poeta y educador estadounidense. 
Fue ganadora del Premio Pulitzer de Poesía en 2011  y poeta laureada de la Biblioteca del Congreso de Estados Unidos entre 2008 y 2010.

## Biografía
Creció en diversos pueblos de California, pues su padre cambiaba de trabajo a menudo. Era perforador de pozos de petróleo y su madre era maestra de escuela a tiempo parcial. Obtuvo una licenciatura y una maestría en Inglés en la Universidad de California en Los Ángeles en 1968. En 1971 se trasladó al norte de California y empezó a dar clases de inglés. A la vez escribía poesía en un virtual aislamiento literario, pero gradualmente comenzó a atraer la atención de lectores, críticos y el establishment de la poesía dominante.
Su compañera desde hace treinta años es Carol Adair.
Ha colaborado en The New Yorker, The Atlantic Monthly, The New York Review of Books y The Paris Review, entre otras publicaciones.

## Estilo
Su poesía se caracteriza por una mirada contundente pero irónica sobre la cotidianidad. Rara vez utiliza el "yo" sus poemas ya que afirma:«No uso 'yo' porque lo personal es demasiado candente y pegajoso para trabajar con ello. Me gustan las propiedades refrescantes de lo impersonal».
La poesía de Ryan ha sido, a veces, comparada con la literatura asiática, por sus línes y versos breves, su tendencia a jugar con aliteraciones y rimas internas, y su uso de palabras con precisión.
El bibliotecario del Congreso James H. Billington ha dicho de ella: «Kay Ryan es una voz distintiva y original dentro de la rica variedad de la poesía estadounidense contemporánea. Escribe poemas breves fácilmente comprensibles sobre temas improbables. Dentro de sus composiciones compactas hay muchas sorpresas en la rima y el ritmo y en el ingenio astuto que apunta a una sabiduría sutil».
John Barr, presidente de The Poetry Foundation, dijo de ella: «A mitad de un poema de Ryan, uno está listo para una broma o una profundidad; normalmente termina en ambos. Antes de que nos demos cuenta, el poema llega a una percepción profunda e inesperada que probablemente alterará para siempre la forma en que vemos esa cosa».

## Obra publicada
- 1983: Dragon Acts to Dragon Ends.
- 1985: Strangely Marked Metal, Copper Beech.
- 1994: Flamingo Watching, Copper Beech.
- 1996: Elephant Rocks, Grove Press.
- 2000: Say Uncle Grove Press.
- 2002: Believe It or Not!, Jungle Garden Press.
- 2005: The Niagara River, Grove Press.
- 2008: Jam Jar Lifeboat & Other Novelties Exposed, Red Berry Editions.
- 2009: In Case Anyone Asks: My stories, thoughts and theories at 60, prosa, memorias.
- 2010: The Best of It: New and Selected Poems, Grove Press.
- 2012: Fruit Dessert Recipes, Salads and More, libro de recetas.
- 2015: Erratic Facts, Grove Press.
- 2020: Synthesizing Gravity: Selected Prose, Grove Press.

## Premios
- 2000: Union League Poetry Prize.[4]
- 2001: Beca de la National Endowment for the Arts.[5]
- 2001: Maurice English Poetry Award por la obra Say Uncle.[6]
- 2004: Beca Guggenheim.[7]
- 2004: Ruth Lilly Poetry Prize.[8]
- 2005: Medalla de Oro de Poesía entregada por el San Francisco Commonwealth Club por la obra The Niagara River.[9]
- 2011: Beca MacArthur.[10]